# 砂田桃子
砂田 桃子（すなた ももこ、1989年3月21日 - ）は、日本の女優、モデル。富山県出身。
JJプロモーション所属。身長：162cm。

## 舞台
- 『 つか版・忠臣蔵～大願成就討ち入り篇～ 』（2014年4月19日、扉座）中村座ガールズ役
- 『 おんな武将NAOTORA 』（2014年10月23日、扉座）沙耶役
- 『 いとしの儚－100 DaysLove－ 』（2015年10月29日、扉座）壺振りお銀役
- 『 運命の子供 』（2016年2月4日、ジョーカーハウス）江崎役
- 『 使用人ジャックとその旦那 』（2016年3月5日、ダブルフォックスシアターラボ）ミーツェ役
- 『 郵便屋さんちょっと2016 』（2016年6月18日、つかこうへい×扉座）菜見子役
- 『 歓喜の歌 』（2016年11月3日、扉座）ミサキ役
- 『 郵便屋さんちょっと2017 P.S. I Love You 』（2017年6月21日、つかこうへい×扉座）菜見子役
- 『 江戸のマハラジャ 』（2017年11月25日、扉座）ランガ役
- 『 リボンの騎士ー県立鷲尾高校演劇部奮闘記2018ー 』（2018年6月16日、扉座）リボンの騎士サファイア役
- 『 無謀漫遊記ー助さん格さんの俺たちに明日はないー 』（2018年10月、扉座）ヒロイン　都 役
- 『 世界の終わりで目をつむる 』（2018年12月、東京夜光）
- 山口ちはるプロデュース『 単純明快なラブストーリー 』（2019年4月）
- 『 新浄瑠璃 百鬼丸～手塚治虫｢どろろ｣より～ 』（2019年5月、扉座）椿姫 役
- 『 平山建設 』（2020年3月11日‐23日、下北沢オーストラ・マコンドー、マコンドープロデュース）
- 舞台 MITAKA“Next”Selection 21st『 BLACK OUT 』（2020年8月21日‐30日、作・演出：川名幸宏、三鷹市芸術文化センター　星のホール）
- 『 リボンの騎士2020～県立鷲尾高校演劇部奮闘記～ベテラン版with コロナ トライアル 』（2020年10月10日‐18日、劇団扉座第67回公演、すみだパークシアター倉 こけら落とし公演 ）サファイア役
- 『 10knocks～その扉を叩き続けろ～ 』（2020年12月5日‐13日、劇団扉座第68回公演  扉座40周年記念★with コロナ緊急前倒し企画、東京　新宿紀伊國屋ホール ）
- 『 伽の棺2020 』（2020年12月28日‐29日、劇団扉座第69回公演、すみだパークシアター倉）
- 『 いとしの儚  』（2021年3月6日‐14日、東京ザ・スズナリ）
- 『 解体青茶婆 』（2021年6月26日‐27日　厚木市文化会館・小ホール、2021年6月30日‐7月11日　座・高円寺１、劇団扉座　第70回公演　劇団創立40周年記念）
- 『 フォーティンブラス 』（2021年8月19日‐29日、東京Bunkamuraシアターコクーン）
- オーストラ・マコンドー　倉山の試み　〜第五弾〜『 盆栽Ⅰ／盆栽Ⅱ 』（2021年9月15日‐20日、作：小路紘史　演出：倉本朋幸、（オーストラ・マコンドー））
- 『 扉座版　二代目はクリスチャン‐ALL YOU　NEED　IS　PASSION- 』（2021年10月21日‐31日、幻冬舎Presents 劇団創立40周年記念　劇団扉座 第71回公演）
- 『 ホテルカルフォルニアー私戯曲 県立厚木高校物語ー 』（2021年12月5日　厚木市文化会館、12月7日‐12月19日　新宿　紀伊國屋ホール、扉座40周年記念　劇団扉座72回公演）
- 『 悪魔と永遠 』（劇団東京夜光　2022年2月5日‐13日、東京　本多劇場）
- 『 神遊（こころがよい）―馬琴と崋山― 』（劇団扉座第73回公演、2022年6月4-5日　厚木市文化会館、6月8日-19日　座・高円寺）
- 『 ヒトラーを画家にする話 』（2023年9月28日‐10月1日、タカハ劇団）
- 『 マミィ！ 』（2024年1月19日 - 21日、亀戸文化センター カメリアホール）[1]
- 『 ハロウィンの夜に咲いた桜の樹の下で 』（劇団扉座第77回公演、2024年6月6日 - 16日 座・高円寺1）[2]
- 『 17歳のビオトープ 〜生きる意味って何ですか?〜 』（2024年10月3日・4日 座・高円寺2）[3]
- 『 歓喜の歌 』（2024年11月24日 海老名市文化会館 大ホール、11月26日 - 12月1日 紀伊國屋ホール）[4]
- 『 パラレルワールドでも恋におちて 』（ザ・プレイボーイズ第12回公演、2025年2月2日 - 9日 シアター711）[5]
- 『 THE 面接 』（2025年3月15日 - 23日、シアター・アルファ東京）[6]
- BSフジ presents VOICEアクト『21歳のボヤージュ〜未来への人生ノート〜』（2025年10月7日 - 9日〈予定〉、亀戸文化センター カメリアホール / 10月11日 - 13日〈予定〉、のぶながホール）[7]

## 出演

### テレビ
- 『旅スルおつかれ様～ハーフタイムツアーズ～』『探偵バスガイド「乙カレン」と行く！劇場型謎解きツアー』（2020年1月25日、テレビ東京） - 乙カレン 役
- 『ロンドンハーツ』（2021年12月14日、テレビ朝日）
- 日曜劇場（TBS）
  - 『マイファミリー』（2022年4月17日）
  - 『VIVANT』 第4話（2023年8月6日） - 加藤 役
  - 『アンチヒーロー』 第2話（2024年4月21日） - 検事 役[8][9]
- 新宿野戦病院 第9話（2024年8月28日、フジテレビ） - ニュースキャスター 役[10]
- 素晴らしき哉、先生! 第6話 - 最終話（2024年9月22日 - 10月6日、朝日放送テレビ・テレビ朝日系） - 真中佐知 役[11]
- アンサンブル 第1話 （2025年1月18日、日本テレビ） - 田中 役

### ラジオドラマ
- NHK FM オーディオドラマ 青春アドベンチャー『〈あの絵〉のまえで 』（2020年12月25日、NHK）

### CM
- キヤノンPV「Web会議システムIC3（アイシーキューブ）」（2015年4月06日）
- カーセンサーWebCM「憧れの外車を新しい必殺技で買った男」（2016年3月27日）

など